# Espoo
Espoo ([ˈɛspɔː] en sueco: Esbo [ˈɛsbɔ]) es una ciudad situada en la costa sur de Finlandia. Junto con Helsinki, Vantaa y Kauniainen, Espoo da forma a la Región Capital. Espoo está situado al oeste de Helsinki y Vantaa, mientras que encierra a Kauniainen. Otros municipios cercanos son Nurmijärvi y Vihti en el norte, y Kirkkonummi en el oeste. La ciudad es muy conocida por ser sede de la empresa de telecomunicaciones Nokia.
La superficie total de Espoo es de 528 km² y su población la componen actualmente 292.913 personas (según datos del censo del 31 de diciembre de 2020). La ciudad es oficialmente bilingüe. La mayor parte de la población habla finés como lengua materna (83,6%), pero hay una minoría que habla sueco como idioma materno (8,3%). El 8,1% restante de la población tiene como lengua materna un idioma distinto del finés o del sueco.

## Etimología
El nombre Espoo proviene, probablemente, del nombre sueco para el río Espoo (Espå o Espåå), el cual proviene de la palabra sueca 'äspe', lo cual significa "borde de álamo", más la adición sueca para designar un río (å). Siendo así «un río bordeado de álamos». El nombre fue mencionado por primera vez en 1431.

## Historia
Aunque los primeros habitantes de Espoo llegaron durante los siglos XII y XIII, no fue hasta los años 50 del pasado siglo XX cuando comenzó su mayor desarrollo. Debido a su proximidad con Helsinki, Espoo se ha convertido en un popular lugar de residencia para los trabajadores de la capital. Su población creció desde los 22.000 habitantes en 1950 hasta los 210.000 en el año 2000. Si bien continúa el incremento de población, en los últimos años lo hace a un ritmo mucho menor.
En 1991 se firmó el Convenio de Espoo sobre Evaluación del impacto en el medio ambiente en el contexto transfronterizo.

## Demografía
Hasta 1950, Espoo tenía solamente 22.000 habitantes. En el intervalo de cincuenta años se aumentó esta cifra por encima de los 210.000. Como promedio de incremento de la población entre el año 1964 y el 2006 es de unos 3.900 habitantes anuales.
| Gráfica de evolución de Espoo entre 1694 y 2020 |
|                                                 |

## Situación

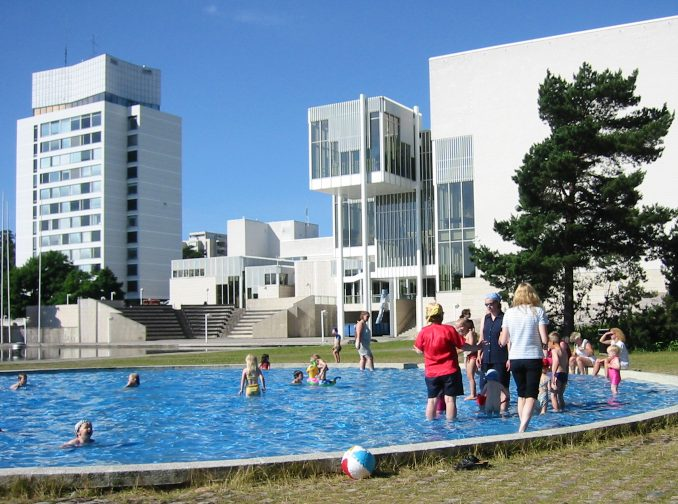
Zona residencial en Tapiola

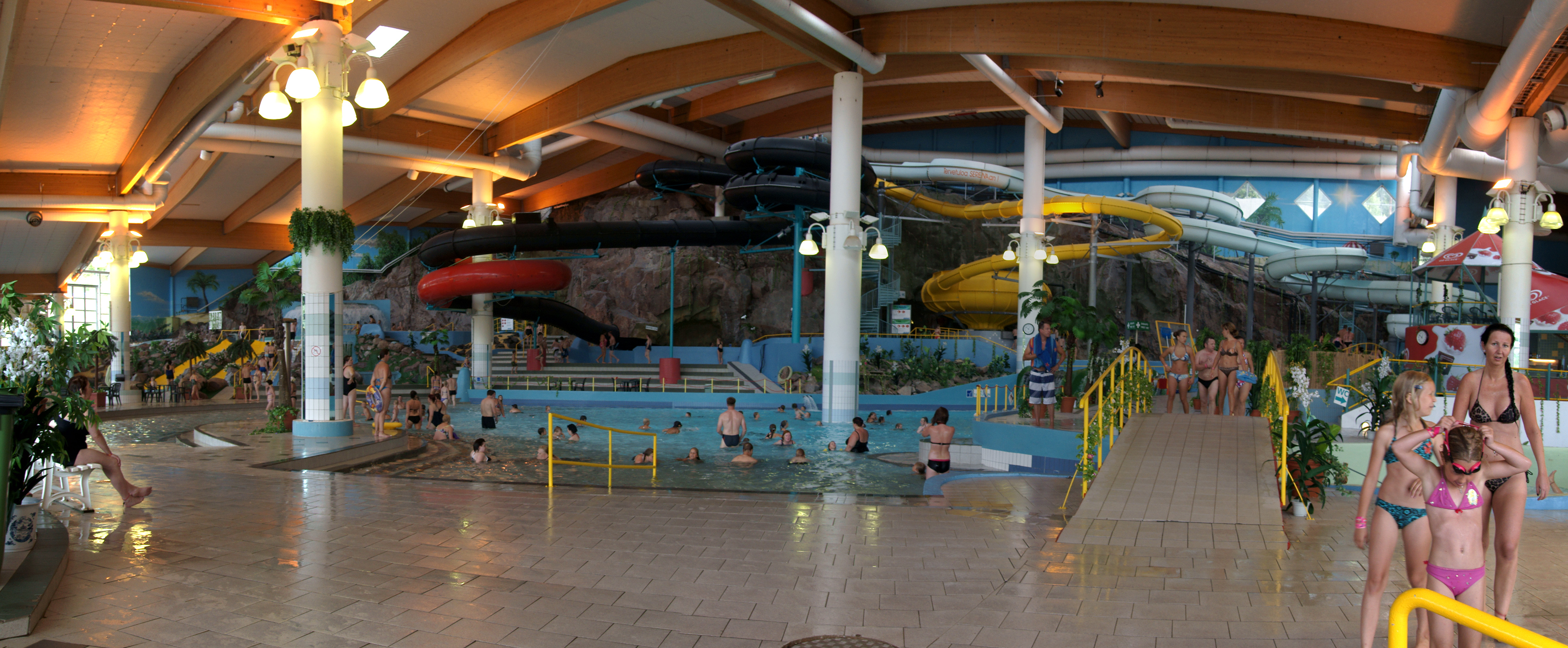
El parque acuático Serena en el distrito de Lahnus es una atracción turística popular en Espoo.

El objetivo de la ciudad ha sido la de desarrollarse preservando la naturaleza, lo que ha conducido a una peculiar planificación de la ciudad basada en la construcción de diversos núcleos urbanos separados entre sí por amplios espacios de zonas verdes y bosques. Debido a su estructura, Espoo es generalmente considerada incluso "la ciudad suburbana más americana de Finlandia". Espoo está así dividida en las siguientes áreas: Espoon keskus, Espoonlahti, Kalajärvi, Kauklahti, Leppävaara, Matinkylä-Olari y Tapiola.
La Universidad Aalto, antes Universidad Politécnica de Helsinki se encuentra en Otaniemi, Espoo, distrito en el que residen las sedes de diversos institutos de investigación y empresas tecnológicas; por ejemplo, Nokia.
Su equipo de fútbol es el FC Honka Espoo, cuyo estadio se llama Tapiolan Urheilupuisto.

## Política
Los resultados de las elecciones parlamentarias de Finlandia de 2011 en Espoo: 
1. Partido de Coalición Nacional 40.4%
2. Verdaderos Finlandeses 14.6%
3. Partido Socialdemócrata 14.4%
4. Verde Liga 11.6%
5. Partido del Pueblo Sueco 6.7%
6. Partido de Centro 4.3%
7. Alianza de la Izquierda 3.6%
8. Demócratas Cristianos 2.7%

El consejo de la ciudad de Espoo tiene 75 miembros. Después de la elección municipal de 2012 los asientos del consejo se asignan de la siguiente manera: Partido de Coalición Nacional 29 escaños, Verdes 13, Socialdemócratas 10, Verdaderos Finlandeses 10, Partido del Pueblo Sueco 7, Partido del Centro 2, Left Alliance 2, Democracia Cristiana 2.

## Cultura
Espoo alberga un Museo de Arte Moderno llamado EMMA (Espoo Museum of Modern Art), construido en una casa de impresión antigua renovada, la casa WeeGee, el nombre de una antigua empresa de impresión de libros Weilin y Goos. El edificio también es el único museo de Finlandia de Relojería (finlandés: Kellomuseo, sueco: Urmuseum) y un museo del juguetes. Glims Farmstead Museum también se encuentra en la ciudad. El centro cultural de Espoo, donde se celebran numerosos conciertos y obras de teatro, se encuentra en Tapiola (sueco: Hagalund). 
Espoo tiene varias mansiones señoriales, dos de las cuales están abiertos al público. La más importante es Espoo kartano (sueco: gård Esbo), mencionada por primera vez en 1495, y perteneciente a los Ramsay, una familia noble, desde 1756. Las fechas actuales del edificio principal datan a partir de 1914, pero un molino data de la década de 1750 y el puente de piedra más antiguo de Finlandia es de 1777, y está en Kuninkaantie (sueco: Kungsvägen), el cual pasa por el territorio de la mansión. El edificio principal se puede alquilar para bodas y ocasiones similares. Se pueden programar visitas guiadas para grupos. La otra mansión señorial abierta al público es Pakankylän kartano, situada en la orilla norte del lago Bodom. Dicha mansión alberga un restaurante y club habitaciones, en parte con muebles originales abiertos al público, pero  originalmente destinada para ser el sanatorio Kaisankoti, con el hogar de ancianos situado en el primer piso de la casa señorial. 
La banda de metal Children of Bodom viene de Espoo, Finlandia. El nombre de la banda hace referencia a los asesinatos sin resolver ocurridos en 1960 en el lago Bodom, al norte de Espoo. Las bandas de Norther y Kiuas también vienen de Espoo. 
El departamento educativo participa en el Programa de Aprendizaje Permanente 2007-2013 en Finlandia.

## Transporte

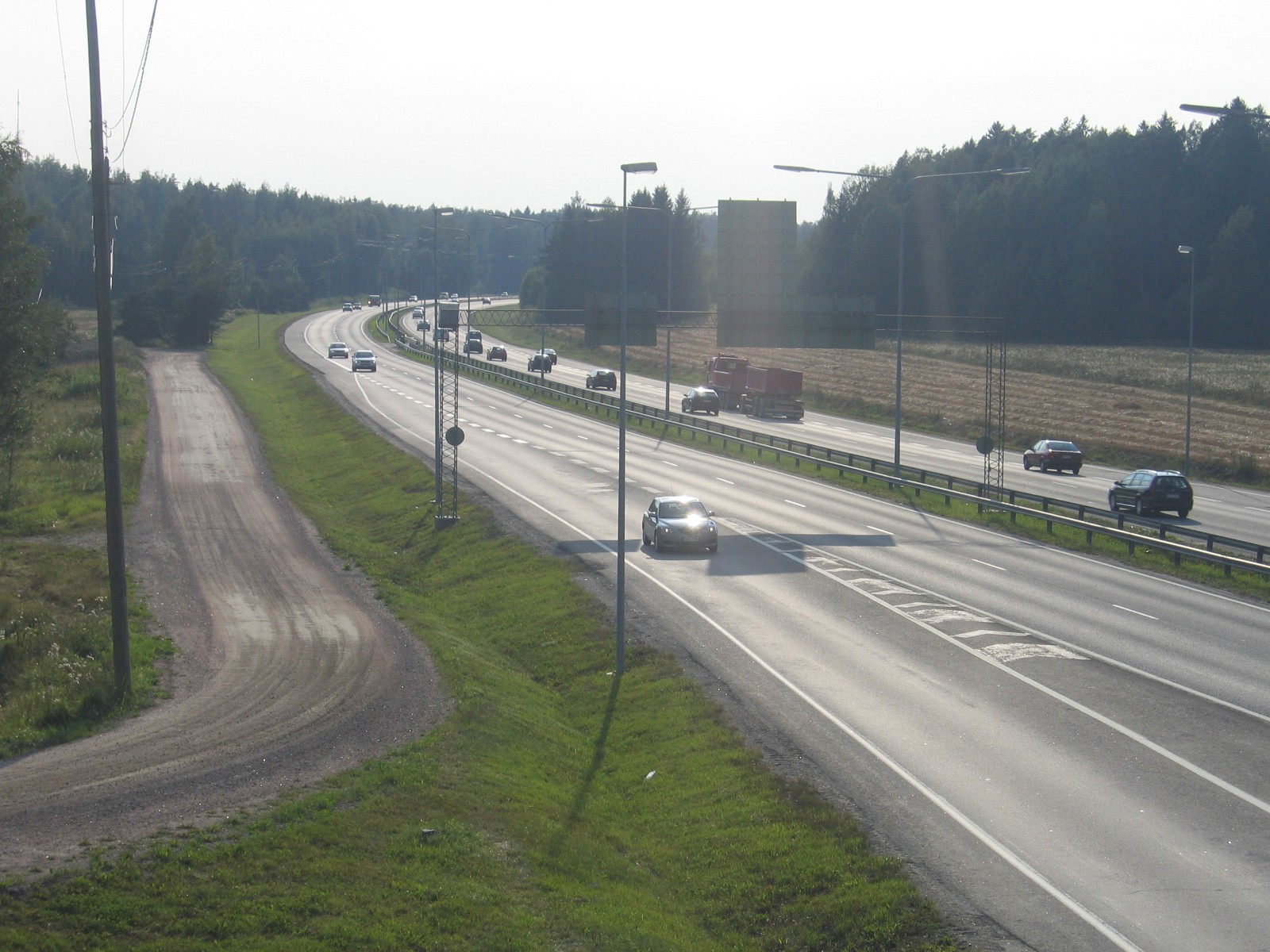
Autopista a Espoo

Espoo tiene un sistema de transportes públicos que está conectado con Helsinki. Hay trenes regionales hacia Helsinki, y líneas de autobuses que llegan al centro de Helsinki, a Vantaa, y al aeropuerto de Helsinki-Vantaa.
Están iniciando una línea de metro que conectará los barrios del sur con la red de metro en Helsinki. La línea será de 13,9 km de largo. Comenzará en la que hoy en día es la última estación de la red, Ruoholahti; seguirá vía Lauttasaari y Tapiola, y llegará hasta Matinkylä. Se estima que la línea estará operativa entre 2015 y 2020.

## Personas famosas
- Heidi Parviainen, ex-cantante del grupo de metal sinfónico Amberian Dawn, actualmente vocalista de la banda Dark Sarah.
- Alexi Laiho, guitarrista Children Of Bodom
- Children Of Bodom, grupo de metal
- Torsofuck, banda de brutal death metal
- Kimi Räikkönen, campeón mundial de Fórmula 1 del 2007
- Ari Vatanen, piloto de rallies
- Johanna Salomaa, vocalista del grupo de rock Indica
- Rovio Entertainment, creadores del famoso videojuego Angry Birds
- Nokia, empresa de telecomunicacíones y tecnología
- Samer El Nahhal, (Ox) bajista del grupo Lordi
- Petri Lindroos, vocalista y guitarrista del grupo Ensiferum
- Aki Hakala, baterista del grupo The Rasmus
- KONE, empresa de Elevadores y escaleras

## Ciudades hermanadas
lista:
- Esztergom, Hungría.
- Irving, Texas, Estados Unidos.
- Køge, Dinamarca.
- Kongsberg, Noruega.
- Kristianstad, Suecia.
- Nõmme, Estonia.
- Sauðárkrókur, Islandia.
- Shanghái, China.